# Geordie Walker
Pour les articles homonymes, voir Walker et Kevin Walker.
Geordie Walker (nom de scène de Kevin Walker), né le 18 décembre 1958 à Chester-le-Street (comté de Durham, Angleterre) et mort le 26 novembre 2023 à Prague (Tchéquie), est un guitariste britannique de post-punk et de metal industriel, surtout connu pour sa participation à la carrière du groupe Killing Joke.

## Biographie

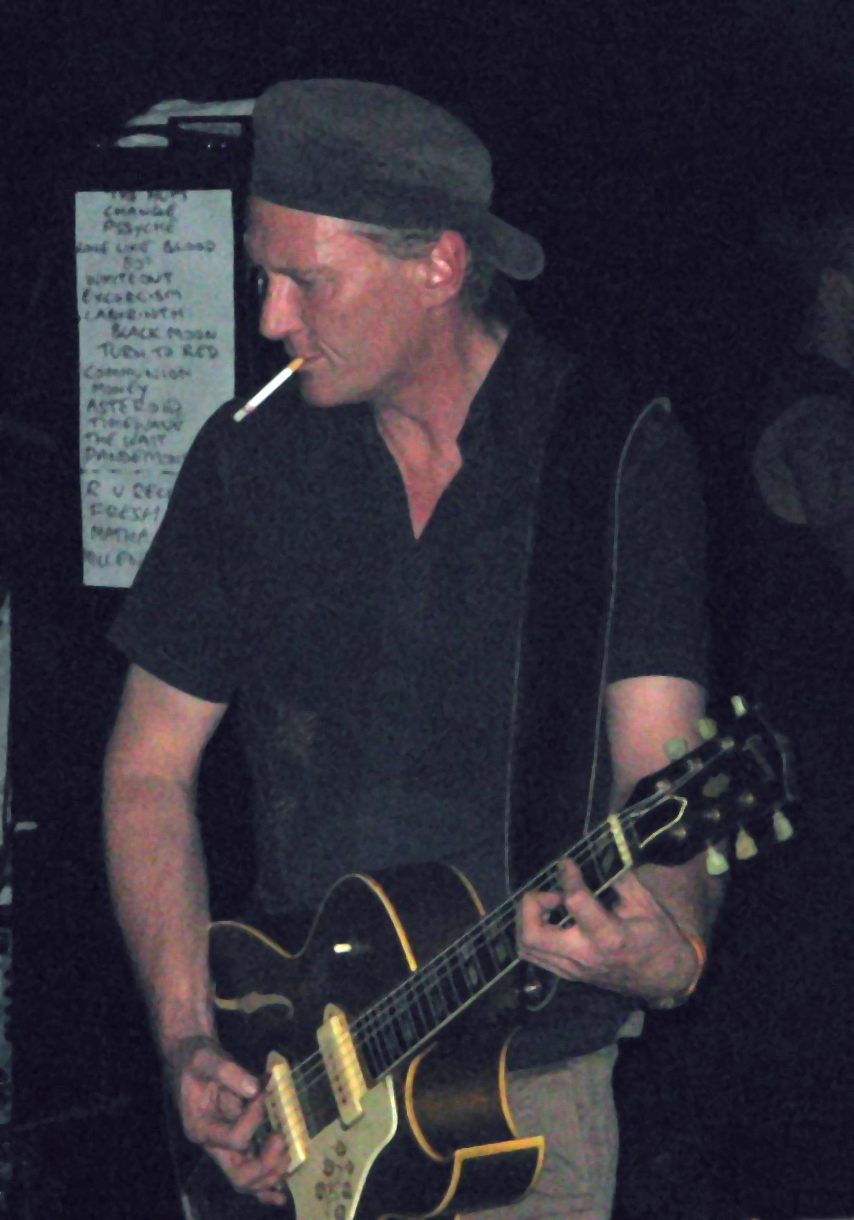
Geordie Walker avec Killing Joke à Paris, en 2008.

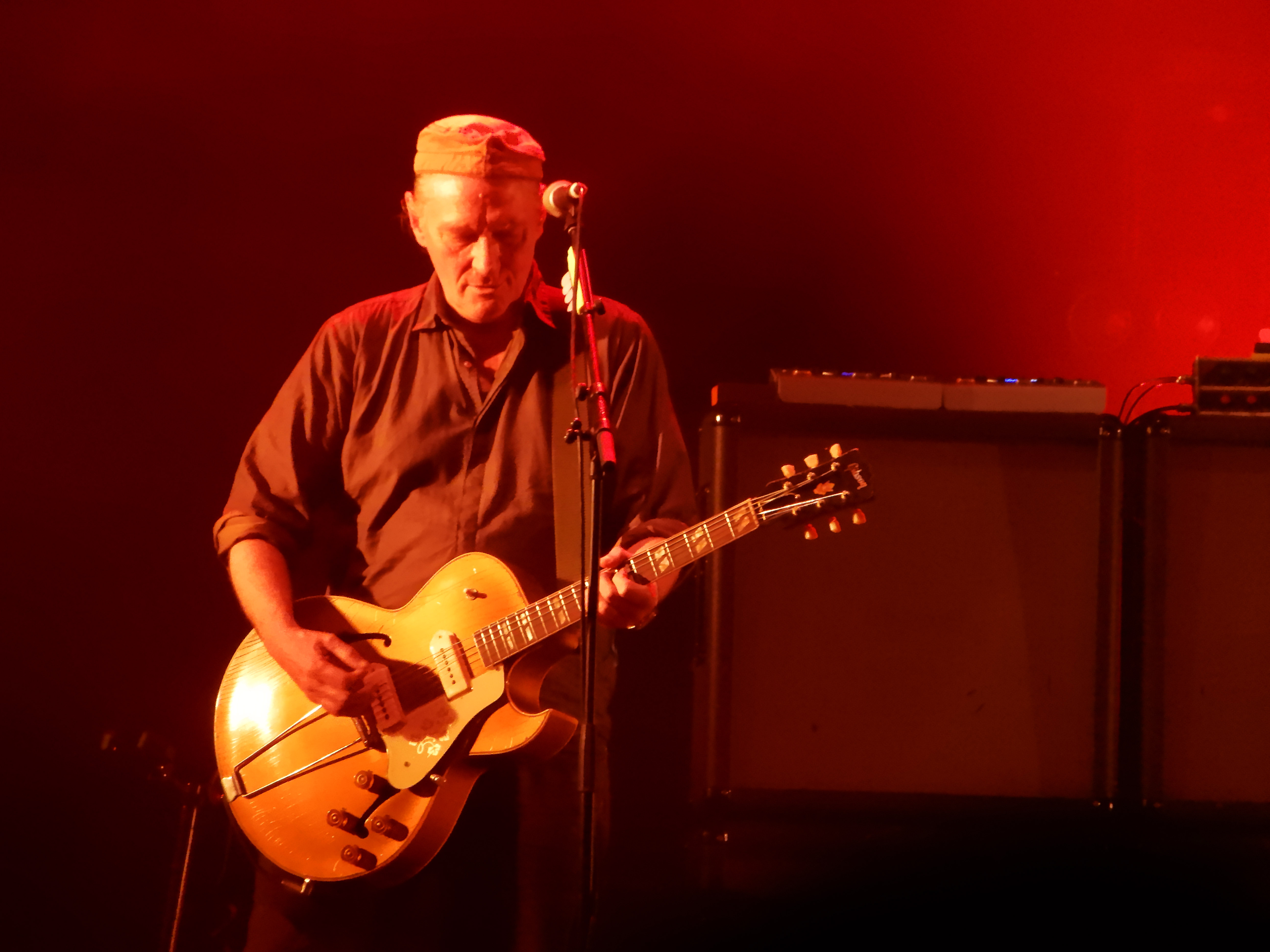
Geordie Walker au Hellfest, en 2022.

Durant son enfance, la famille de Kevin Walker déménage vers le sud de l’Angleterre à Milton Keynes, près de Londres. C'est là qu'il acquiert son surnom, dû à son fort accent « geordie » (du nord-est de l'Angleterre).
À l'âge de huit ans, il entend un morceau à la radio qui l'interpelle particulièrement. « Il y avait un disque qui s'appelait Sabre Dance du groupe Love Sculpture, je devenais fou quand ce titre passait à la radio. Il utilisait la guitare comme instrument de musique pour transmettre une atmosphère, ce n'était pas un jeu de guitare normal que les gens croient qu'ils doivent jouer avec toujours les mêmes rythmes, les mêmes solos, les mêmes gammes » Un autre guitariste va aussi l'intéresser plusieurs années plus tard, en 1978 : « le seul truc que j'ai entendu qui soit similaire à Sabre Dance par la suite, c'est du guitariste originel de Siouxsie and the Banshees, [John McKay], sur l'album The Scream. Apparemment, ce guitariste venait à peine d'apprendre à jouer, et il est sorti de son instrument des structures d'accords que j'ai trouvées très rafraîchissantes ».
Geordie Walker rejoint les membres fondateurs du groupe Killing Joke en mars 1979 en répondant à une annonce passée par le chanteur du groupe, Jaz Coleman. Walker et Coleman sont les seuls membres récurrents du groupe depuis lors.
Geordie Walker aura également été, au cours de sa longue carrière, membre des groupes de metal industriel Murder, Inc., The Damage Manual et Pigface.
Il est aussi célèbre pour sa guitare dorée, une Gibson à caisse semi-évidée modèle ES-295 (version « goldtop » avec un cordier trapézoïdal similaire à celui de la Gibson ES-175) originellement produite entre les années 1952 et 1959 et rééditée au début des années 1990. Cette guitare, accordée un ton plus bas que la normale pour donner D-G-C-F-A-D (ré-sol-do-fa-la-ré) depuis l'album Revelations en 1982, et sur laquelle Geordie Walker ajoute distorsion, chorus et réverbération, a contribué à forger le son du groupe.
Bien que plus connu pour son jeu de guitare électrique, Walker utilise aussi occasionnellement la guitare acoustique sur Outside the Gate (1988), Pandemonium (1994) et, principalement, sur Democracy (1996).
Il a coutume de fumer sur scène, même dans les pays où cette pratique est interdite. Dans une entrevue avec Andrew Bansal pour le magazine Metal Assault en 2013, il déclare avoir cessé, sauf « cas exceptionnel ».
Geordie Walker meurt à Prague des suites d'un accident vasculaire cérébral au matin du 26 novembre 2023. Il reçoit de nombreux hommages posthumes. Peter Murphy salue un homme « raffiné, calme et discret, doté d'un profond charisme ». Kirk Hammett du groupe Metallica évoque « une immense influence » ; Billy Idol, qui a tourné avec Killing Joke l'année précédente, se dit « fan de longue date » et Tim Burgess des Charlatans dit du son de guitare de Walker qu'il a « défini [sa] jeunesse ». Le groupe relaie la nouvelle sur les réseaux sociaux mais ne communique pas sur l'avenir de la formation.

## Discographie
- Pour les discographies de Geordie Walker avec Killing Joke et Murder, Inc., voir les articles correspondants.
- Dans la seconde moitié des années 2000, après la sortie du Killing Joke de 2003, Walker réalise et met en ligne plusieurs démos, distribuées gratuitement sur diverses plateformes.
- 2017 : sous le nom de Geordsthechords, Geordie Walker joue Faction Strasse sur le double 45 tours accompagnant l'édition Deluxe du livre Twilight of the Mortals[11] (voir Bibliographie).
- 2021 : K÷93, avec Jaz Coleman et Peter Hook, bassiste de Joy Division (maxi 45 tours limité à 2 000 exemplaires), constitue la sortie officielle d'un enregistrement réalisé au début des années 1980 et égaré depuis. Une copie des bandes, conservée par un fan, a été retrouvée en novembre 2020[12].